# Derick Heathcoat-Amory, 1. Viscount Amory
Derick Heathcoat-Amory, 1. Viscount Amory KG GCMG TD PC DL (* 26. Dezember 1899 in Tiverton, Devon, England; † 20. Januar 1981 ebenda) war ein britischer Politiker.

## Biografie
Er war der zweite von vier Söhnen von Sir Ian Heathcoat-Amory, 2. Baronet (1865–1931) und Alexandra Seymour (um 1865–1942). Er besuchte das Eton College und studierte am Christ Church College der University of Oxford.
Er wurde 1945 als Mitglied der Conservative Party zum Abgeordneten des House of Commons gewählt, in dem er den Wahlkreis seiner Heimatstadt Tiverton vertrat.
1951 wurde er von Premierminister Winston Churchill als Minister für Pensionen in dessen Regierung berufen. Im Rahmen einer Kabinettsumbildung war er anschließend von 1953 bis 1954 Staatsminister im Board of Trade. Churchills Nachfolger als Premierminister, Anthony Eden, ernannte ihn 1955 zum Minister für Landwirtschaft, Fischerei und Ernährung. Dieses Amt behielt er auch in der nachfolgenden Regierung von Premierminister Harold Macmillan ab dem 10. Januar 1957.
Als im Januar 1958 Peter Thorneycroft zurücktrat, wurde Heathcoat-Amory dessen Nachfolger als Schatzkanzler und Lord High Treasurer. Während seiner moderaten Politik an der Spitze des Schatzamtes (Treasury) gab es keine wesentlichen Änderungen in der wirtschaftlichen Strategie der Regierung Macmillan. 1960 trat er als Schatzkanzler zurück und wurde als Viscount Amory, of Tiverton in the County of Devon, in den Adelsstand erhoben und wurde dadurch Mitglied des House of Lords. Nachfolger als Schatzkanzler wurde Selwyn Lloyd.
1961 wurde Heathcoat-Amory zum Hochkommissar (High Commissioner) in Kanada ernannt und hatte dieses Amt bis 1963 inne. 1961 wurde er außerdem als Knight Grand Cross des Order of St. Michael and St. George (GCMG) ausgezeichnet.
Zwischen 1965 und 1970 war er Gouverneur der Hudson’s Bay Company, des ältesten eingetragenen Unternehmens Kanadas.
In Anerkennung seiner Verdienste wurde er schließlich 1968 als Knight Companion in den Hosenbandorden aufgenommen. 1972 erbte er von seinem älteren Bruder John (1894–1972) den Titel 4. Baronet, of Knightshayes Court in the County of Devon, der 1874 in der Baronetage of the United Kingdom seinem Großvater, dem Unterhausabgeordneten John Heathcoat-Amory (1829–1914), verliehen worden war.
Die Viscountswürde erlosch, als Heathcoat-Amory 1981 ledig und kinderlos starb, während die Baronetswürde auf seinen jüngeren Bruder William (1901–1982) überging.